# Barringtonia
Barringtonia är ett släkte av tvåhjärtbladiga växter. Barringtonia ingår i familjen Lecythidaceae.

## Bildgalleri

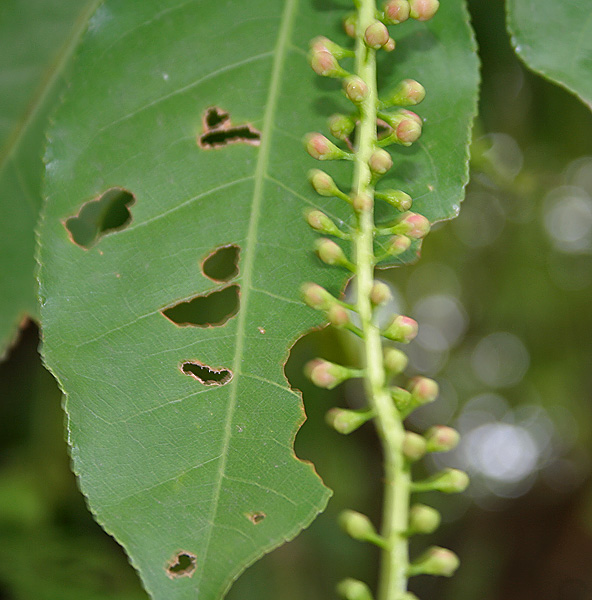
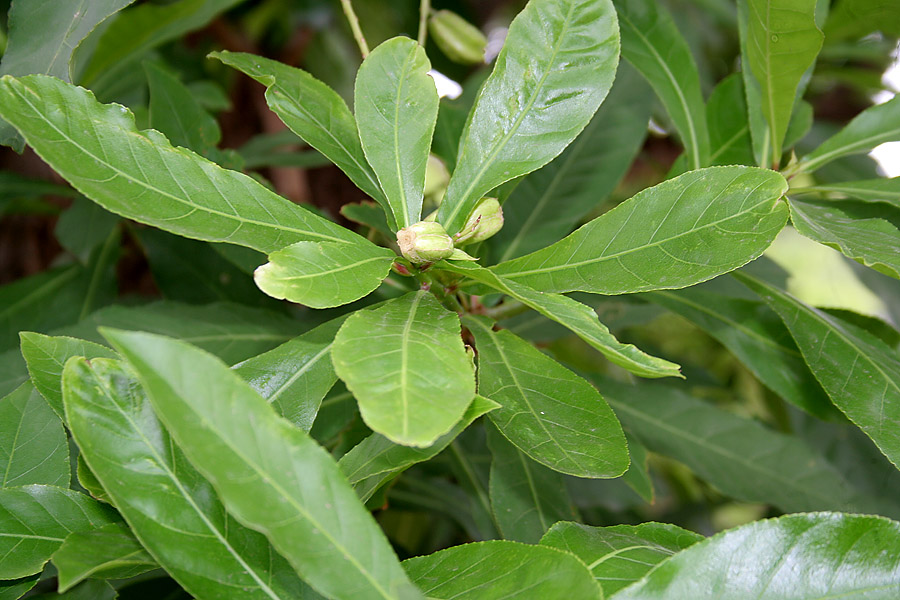
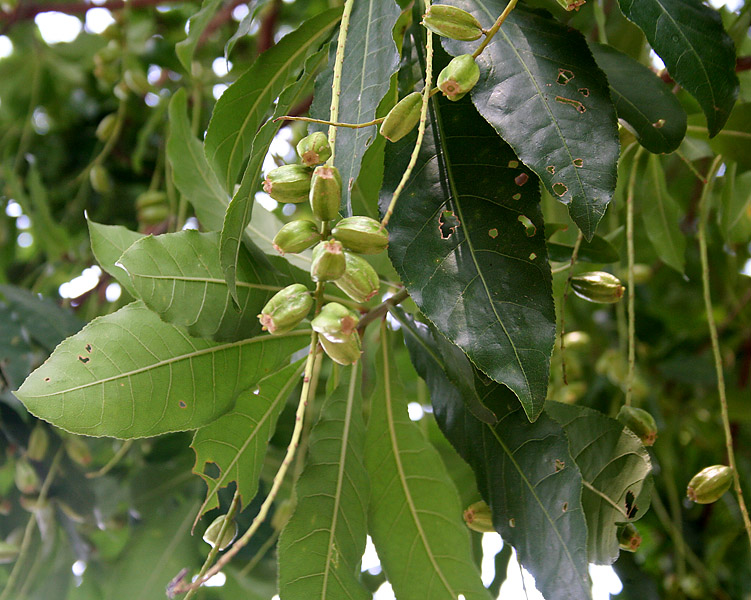
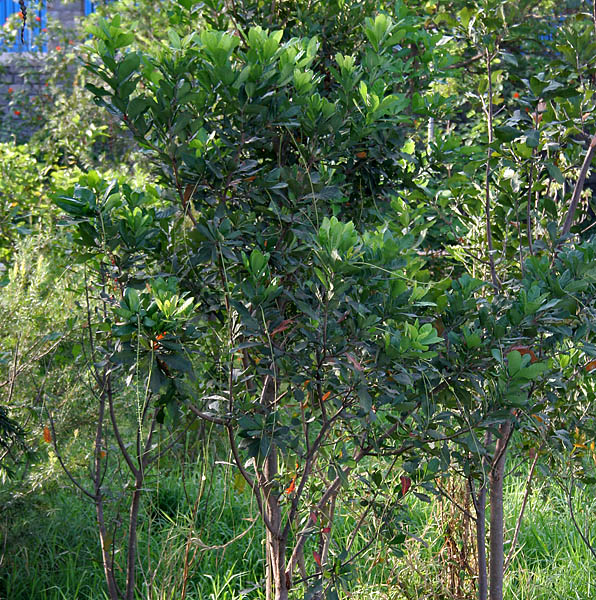
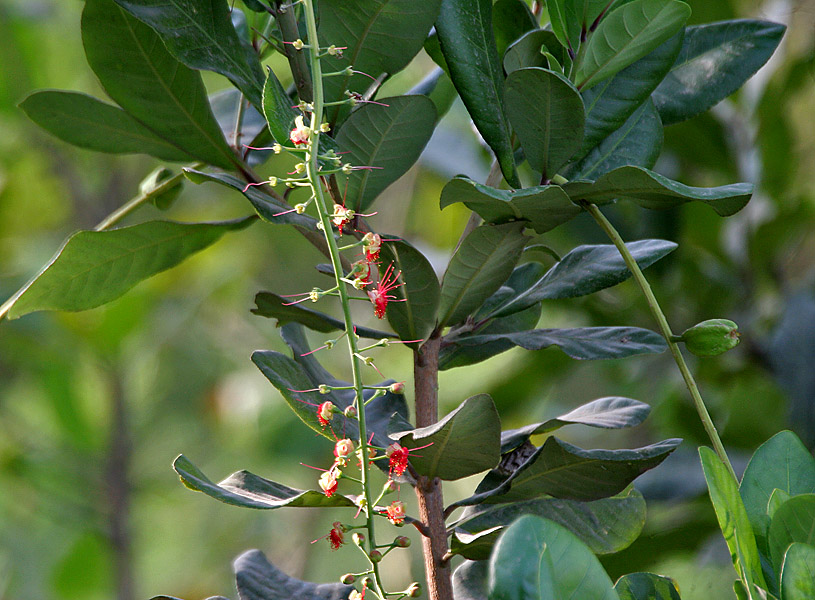
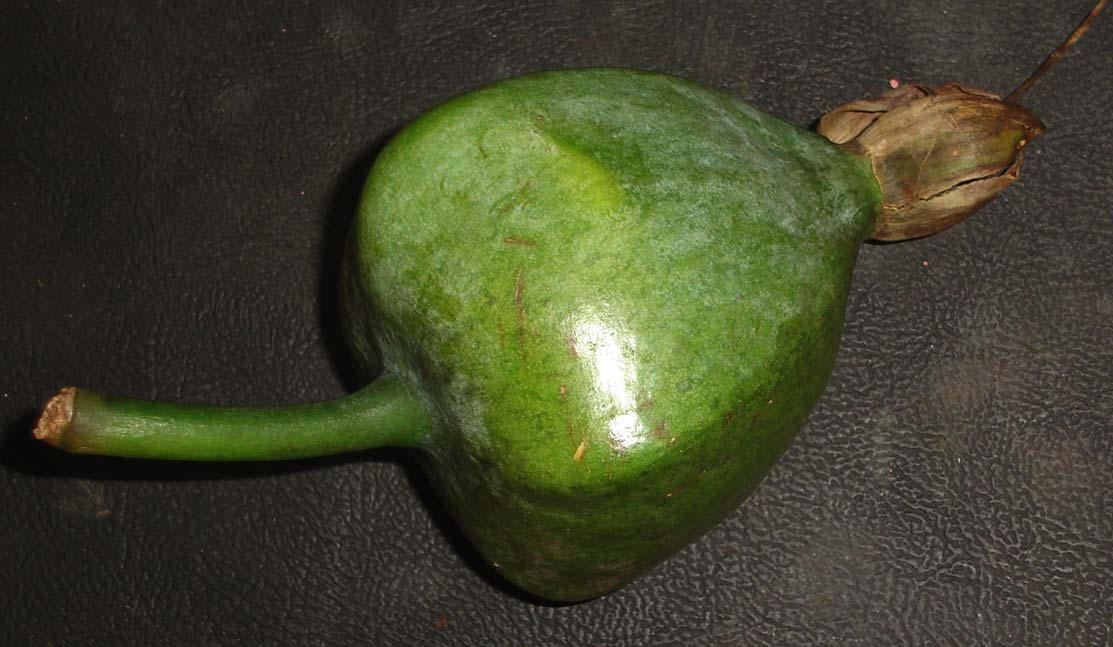

## Dottertaxa tillBarringtonia, i alfabetisk ordning[1]
- Barringtonia acutangula
- Barringtonia apiculata
- Barringtonia ashtonii
- Barringtonia asiatica
- Barringtonia augusta
- Barringtonia belagaensis
- Barringtonia calyptrata
- Barringtonia calyptrocalyx
- Barringtonia conoidea
- Barringtonia corneri
- Barringtonia curranii.
- Barringtonia edulis
- Barringtonia filirachis
- Barringtonia fusiformis
- Barringtonia gigantostachya
- Barringtonia hallieri
- Barringtonia havilandii
- Barringtonia integrifolia
- Barringtonia josephstaalensis
- Barringtonia khaoluangensis
- Barringtonia lanceolata
- Barringtonia lauterbachii
- Barringtonia longifolia
- Barringtonia longisepala
- Barringtonia macrocarpa
- Barringtonia macrostachya
- Barringtonia maunwongyathiae
- Barringtonia neocaledonica
- Barringtonia niedenzuana
- Barringtonia novae-hiberniae
- Barringtonia palawanensis
- Barringtonia papeh
- Barringtonia papuana
- Barringtonia pauciflora
- Barringtonia payensiana
- Barringtonia pendula
- Barringtonia petiolata
- Barringtonia procera
- Barringtonia pseudoglomerata
- Barringtonia pterita
- Barringtonia racemosa
- Barringtonia reticulata
- Barringtonia revoluta
- Barringtonia ridsdalei
- Barringtonia rimata
- Barringtonia samoënsis
- Barringtonia sarawakensis
- Barringtonia sarcostachys
- Barringtonia scortechinii
- Barringtonia seaturae
- Barringtonia terengganuensis
- Barringtonia waasii